# Volkswagen Taro
Volkswagen Taro — среднеразмерный пикап немецкого автоконцерна Volkswagen, находящийся в производстве с февраля 1989 года по март 1997 года. Вытеснен с конвейера моделью Volkswagen Amarok. 

## История

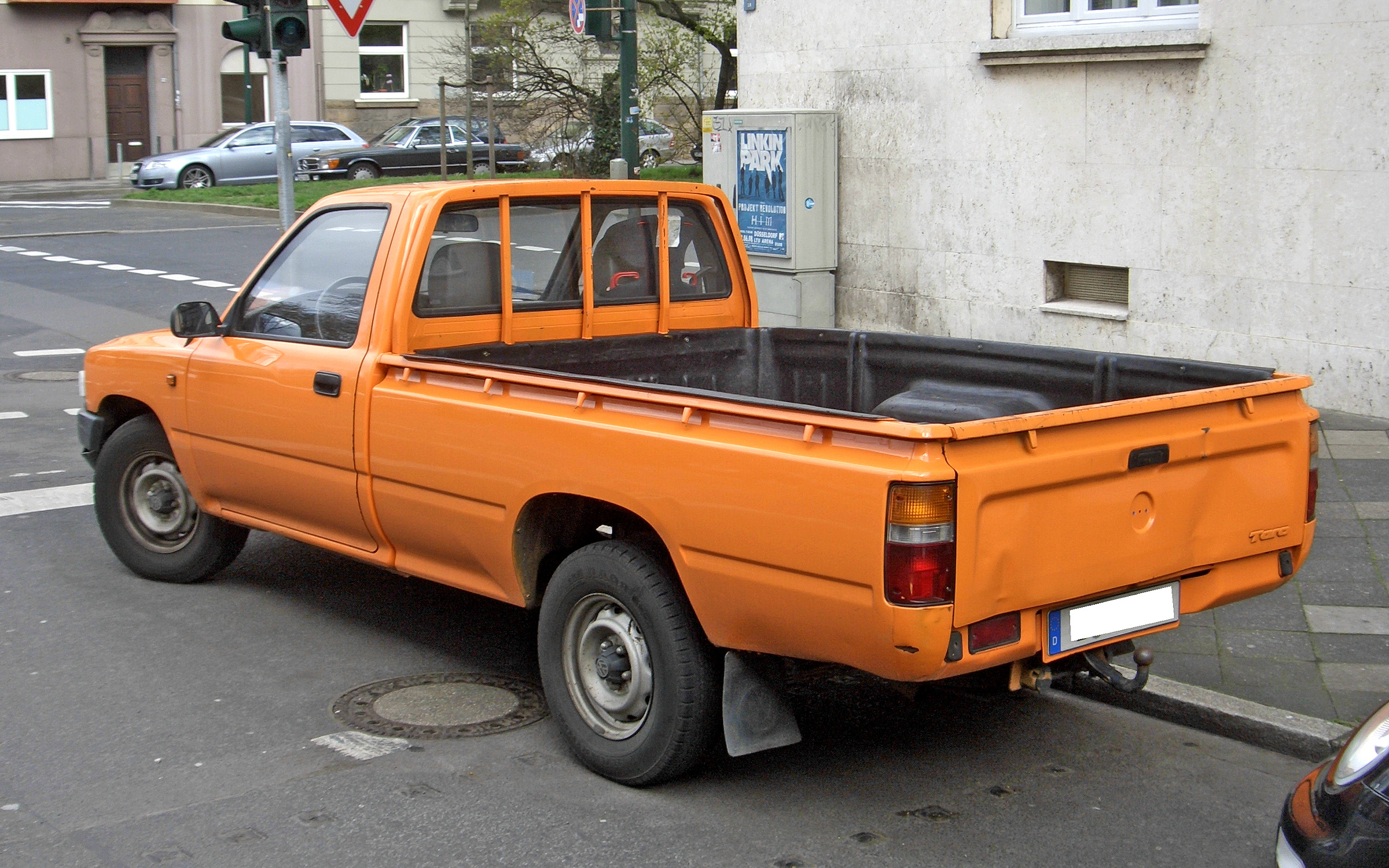
Volkswagen Taro (вид сзади)

Производство автомобиля Volkswagen Taro стартовало в феврале 1989 года, в дополнение к Volkswagen Caddy. За основу Volkswagen Taro была взята японская модель Toyota Hilux.
Автомобиль Volkswagen Taro производился в немецком городе Ганновер. Долгое время Volkswagen Taro оснащался дизельным двигателем внутреннего сгорания объёмом 2,4 литра, мощностью 83 л. с. Позднее автомобили оснащались бензиновым двигателем внутреннего сгорания.
Производство было остановлено в марте 1997 года.